# 曾祖鳥屬
曾祖鳥（學名：Abavornis）是一種真反鳥類史前鳥類，生存於晚白堊世土侖期的烏茲別克，化石是在克茲勒固姆沙漠發現，化石僅有一個破碎的喙骨。本屬僅含一個物種，即模式種波拿巴曾祖鳥（Abavornis bonaparti），種名取自阿根廷古生物學家何塞·波拿巴。

## 延申閲讀
- Panteleyev, Andrey V. . Russkii Ornitologicheskii Zhurnal. 1998, 35 (Express): 3–15 （Russian）.